# Leptostomum
Leptostomum là một chi rêu trong họ Bryaceae.